# Mystery Tracks – Archives Vol. 3
| Críticas profissionais | Críticas profissionais |
| Avaliações da crítica  | Avaliações da crítica  |
| Fonte                  | Avaliação              |
| ---------------------- | ---------------------- |
| allmusic               | [ 1 ]                  |

Mystery Tracks – Archives Vol. 3 é uma coletânea do guitarrista virtuoso estadunidense Steve Vai. Trata-se do terceiro álbum da série "Archives", compostas por canções "em arquivo" do guitarrista. No caso deste álbum, ele reúne faixas-bônus de álbuns lançados no Japão e, por isso, difíceis de encontrar, além de músicas promocionais não disponíveis e até tributos.
O álbum foi lançado em 2003, como o álbum nº 4 do box The Secret Jewel Box, lançado em 2001.
A música "Speeding" faz parte do jogo Guitar Hero: Warriors of Rock.

## Faixas
| N.º            | Título                                             | Compositor(es)                  | Info | Duração |  |
| 1.             | "Speeding"                                         | Steve Vai                       | Primeira metade da canção "Kill the Guy with the Ball", do álbum Alien Love Secrets                                                     | 3:45    |  |
| 2.             | "Just Cartilage"                                   | Devin Townsend e Steve Vai      | Faixa-bonus da versão japonesa do álbum Sex & Religion                                                                                  | 4:19    |  |
| 3.             | "San-San-Nana-Byoushi"                             | Steve Vai                       | Faixa-bonus da versão japonesa do álbum Alien Love Secrets                                                                              | 3:32    |  |
| 4.             | "Sofa"                                             | Frank Zappa                     | Tributo a Frank Zappa gravada por Steve no álbum "Zappa's Universe"                                                                     | 3:52    |  |
| 5.             | "Essence"                                          | Steve Vai                       | Gravada por Steve como promoção/demonstração dos sintetizadores de guitarra "Roland VG-88 V-Guitar System" e "GR-33 Guitar Synthesizer" | 5:50    |  |
| 6.             | "Wipeout 2000"                                     | Berryhill/Conolly/Fuller/Wilson | Gravado por Steve para o álbum Radio Disney: Kid Jams                                                                                   | 3:49    |  |
| 7.             | "Feathers"                                         | Steve Vai                       | Gravada por Steve como promoção/demonstração dos sintetizadores de guitarra "Korg Pandora PXR4 guitar effects"                          | 5:10    |  |
| 8.             | "Opposites Attract Part 1"                         | Steve Vai                       | Gravada por Steve como promoção à pedaleira "Morley Bad Horsie wah pedal".                                                              | 3:52    |  |
| 9.             | "Misfits"                                          | Steve Vai                       | Gravada por Steve como promoção/demonstração dos sintetizadores de guitarra "Roland VG-88 V-Guitar System" e "GR-33 Guitar Synthesizer" | 6:11    |  |
| 10.            | "Selfless Love"                                    | Theresa Vai                     | Composta pela mãe do Steve, e gravada pelo guitarrista durante as sessões de gravações do álbum The Ultra Zone                          | 3:27    |  |
| 11.            | "Maple Leafs (Song for Canada)"                    | Steve Vai e Mike Keneally       | Composta durante as gravações do álbum Alive in an Ultra World                                                                          | 2:25    |  |
| 12.            | "The Murder"                                       | Steve Vai                       | Bonus-track da versão japonesa do álbum Fire Garden                                                                                     | 3:21    |  |
| 13.            | "Opposites Attract Part 2 (The Indulgent Version)" | Steve Vai                       | Gravada por Steve como promoção à pedaleira "Morley Bad Horsie wah pedal".                                                              | 9:23    |  |
| Duração total: | Duração total:                                     | Duração total:                  | Duração total: | 58:49   |  |

## Músicos
- Steve Vai – guitarra, tamborim, sampler
- Devin Townsend – vocais
- T.M. Stevens – vocais
- Mike Keneally – guitarra rítmica, teclados
- Marc Ziegenhagen – teclados
- Robin DiMaggio – bateria
- Deen Castronovo – bateria
- Morgan Ågren – bateria
- Jonathan Haas – percussão

## Prêmios e indicações
A canção "Essence" foi nomeado para o Grammy na categoria de Best Rock Instrumental Performance, mas não ganhou.
| Ano  | Canção  | Prêmio        | Indicação                          | Resultado |
| ---- | ------- | ------------- | ---------------------------------- | --------- |
| 2003 | Essence | Grammy Awards | Best Rock Instrumental Performance | Indicado  |